# Хиди, Лина
Лина Кэ́трен Хи́ди (англ. Lena Kathren Headey; род. 3 октября 1973) — британская актриса. Наиболее известна по роли Серсеи Ланнистер в телесериале «Игра престолов» (2011—2019), за которую она получила пять номинаций на премию «Эмми» и одну номинацию на «Золотой глобус».

## Биография
Незадолго до рождения Лины её отец, офицер Йоркширской полицейской академии, получил направление на Бермудские Острова, где она 3 октября 1973 года и появилась на свет. На Бермудах она жила до пяти лет, а потом вернулась в Йоркшир, где жила до 17 лет. Хиди никогда не интересовалась работой в кино и театре, не посещала драмкружки, прежде чем стала актрисой. Она хотела быть парикмахером. В детстве занималась балетом.
В 17 лет Лина выступала в школьной постановке в Королевском Национальном театре, и на неё обратил внимание агент по кастингу. Он сделал фотографию девушки, а затем пригласил её на прослушивание. В конечном итоге Лина попала на съёмки фильма Стивена Джилленхала «У воды». Этот фильм стал для неё не только дебютом, но и принёс немалую известность. Во время съёмок, чтобы выглядеть естественно, Лина брала уроки верховой езды. Также она занималась боксом в Лондоне.
Работая актрисой, Лина снималась в различных странах. Она была в Индии, когда снималась в фильме «Книга джунглей», посетила Санкт-Петербург во время съёмок фильма «Онегин» (1999). Также была в Норвегии, играя Кайзу в фильме «Абердин». В 2005 году Лина снималась в Румынии и Мексике. Провела четыре месяца в Праге, работая над фильмом «Братья Гримм», вместе с Мэттом Деймоном и Хитом Леджером. На протяжении 2006 года Хиди находилась в Канаде на съёмках боевика «Стрелок». После этого она приехала в Германию на съёмки фильма «Красный Барон». Настоящий прорыв в карьере актрисы произошёл после выхода сериала «Игра престолов», где она играет королеву Серсею Ланнистер. В рейтинге лучших персонажей телесериала «Игра престолов», составленного газетой The Independent, образ, созданный актрисой, занимает высшую строчку.

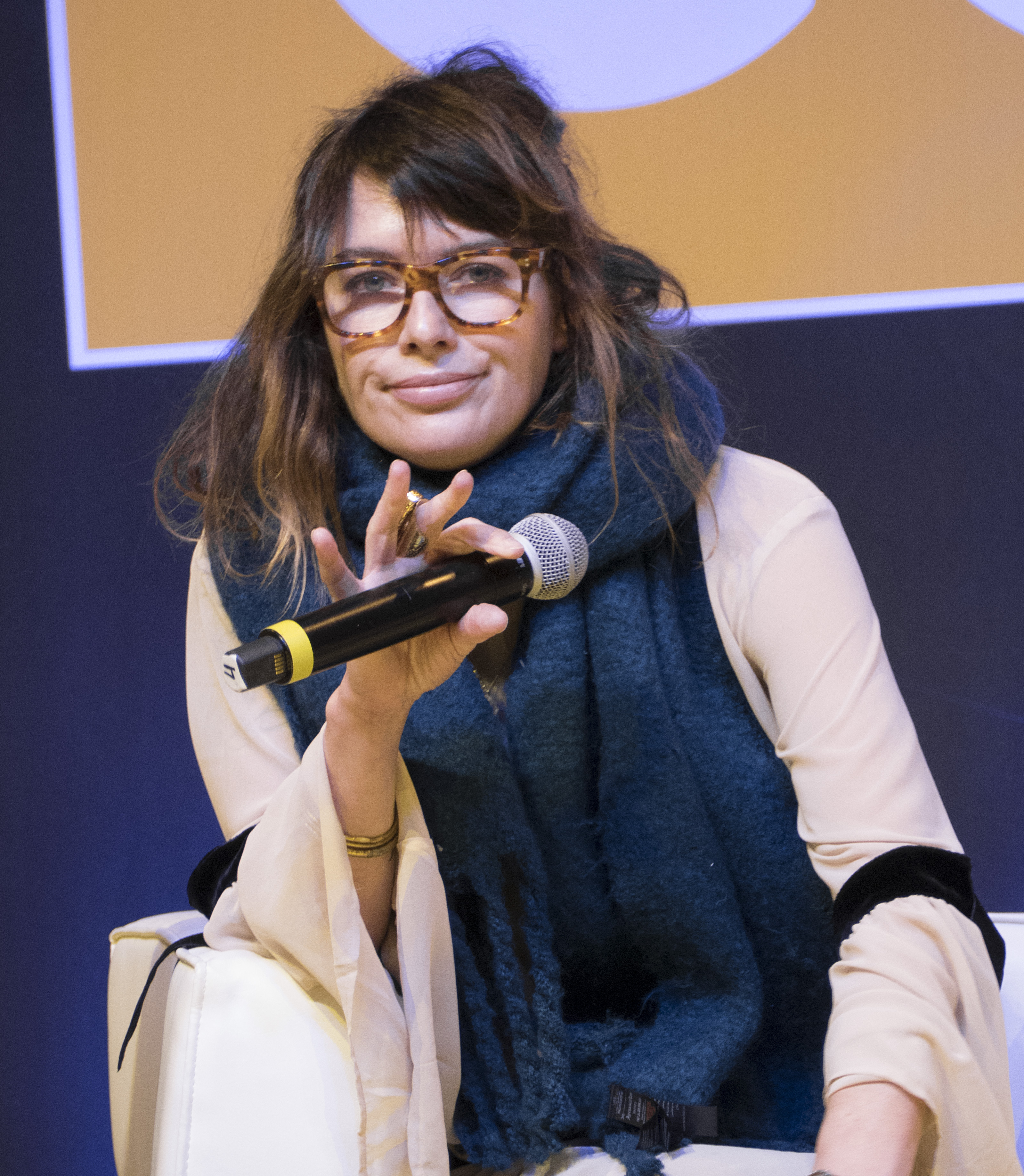
Хиди на Heroes Comic Con 2017

В 2007 году в рейтинге «Hot 100» журнала Maxim Лина Хиди заняла 64-е место.
Параллельно со съемками в «Игре престолов» (2011—2019) актриса успела принять участие в ряде других проектов. В 2012-м её можно было увидеть в фантастическом боевике «Судья Дредд 3D» с Карлом Урбаном, а в 2013 — в антиутопии «Судная ночь» и фэнтези «Орудия смерти: Город костей».
В 2014 году состоялась мировая премьера пеплума «300 спартанцев: Расцвет империи», в котором Лина сыграла Горго, царицу спартанцев. В 2016 году на экраны вышел мелодраматический боевик с элементами ужасов «Гордость и предубеждение и зомби», в котором Хиди предстала в образе леди Кэтрин де Бёр.
В 2019 Лину Хиди можно было увидеть в комедийной драме «Борьба с моей семьёй». А 15 июля 2021 года в российский прокат вышла экшн-комедия «Пороховой коктейль» с Хиди в одной из главных ролей. Её партнёрами по съемочной площадке фильма стали Карен Гиллан, Карла Гуджино, Мишель Йео, Анджела Бассетт, Пол Джаматти и Фрейя Аллан.

## Личная жизнь
В 1994 году на съёмках фильма «Книга джунглей» она познакомилась с актёром Джейсоном Флемингом и встречалась с ним девять лет. Она даже сделала себе на руке татуировку «Джейсон» на тайском языке.
Примерно в 2004—2006 годах встречалась с Джеромом Флинном.
В 2007—2013 годы Хиди была замужем за музыкантом Питером Логрэном. У бывших супругов есть сын — Уайли Эллиот Логрэн (род. 31.03.2010). Она была беременна сыном большую часть съёмок в первом сезоне «Игры престолов».
10 июля 2015 года Хиди родила второго ребёнка, дочь Тедди, от режиссёра Дэна Кадана. Хиди и Кадан были обручены, однако разошлись в 2019 году.

## Фильмография

### Актриса
| Год       |     | Русское название                              | Оригинальное название                    | Роль                              |
| --------- | --- | --------------------------------------------- | ---------------------------------------- | --------------------------------- |
| 1992      | ф   | У воды                                        | Waterland                                | молодая Мэри                      |
| 1993      | с   | Второй экран                                  | Screen Two                               | Маргарет                          |
| 1993      | с   | Донор                                         | Spender                                  | Эмили Гудман                      |
| 1993      | с   | Как мы жили                                   | How We Used To Live                      | Грейс Палмер                      |
| 1993      | с   | Солдат, солдат                                | Soldier Soldier                          | Шенна Боулз                       |
| 1993      | ф   | Остаток дня                                   | The Remains of the Day                   | Лиззи                             |
| 1993      | ф   | Летний домик                                  | The Summer House                         | Маргарет                          |
| 1993      | ф   | Столетие                                      | Century                                  | Мириам                            |
| 1994      | тф  | Честная игра                                  | Fair Game                                | Элли                              |
| 1994      | тф  | Секретный агент Макгайвер: Путь к концу света | MacGyver: Trail to Doomsday              | Элиз Моран                        |
| 1994      | ф   | Книга джунглей                                | The Jungle Book                          | Кэтрин «Китти» Брайдон            |
| 1995      | тф  | Влюблённые                                    | Loved Up                                 | Сара                              |
| 1995      | ф   | Гротеск                                       | The Grotesque                            | Клео Коул                         |
| 1995      | тф  | Адвокат дьявола                               | Devil’s Advocate                         | Клэр Ригби                        |
| 1996      | с   | Балликиссэнджел                               | Ballykissangel                           | Дженни Кларк                      |
| 1996—1997 | с   | Банда золота                                  | Band of Gold                             | Колетт                            |
| 1997      | кор | Ухо Ван Гога                                  | Van Gogh’s Ear                           |                                   |
| 1997      | с   | Кавана                                        | Kavanagh QC                              | Наташа Джексон                    |
| 1997      | с   | Голод                                         | The Hunger                               | Стеф Рейнольдс                    |
| 1997      | ф   | Лицо                                          | Face                                     | Конни                             |
| 1997      | ф   | Миссис Даллоуэй                               | Mrs Dalloway                             | юная Салли                        |
| 1997      | с   | Золото                                        | Gold                                     | Колетт                            |
| 1998      | с   | Великий Мерлин                                | Merlin                                   | королева Гвиневра                 |
| 1998      | ф   | Человек с дождём в ботинках                   | The Man with Rain in His Shoes           | Сильвия Уэлд                      |
| 1999      | кор | Внутри-снаружи                                | Inside-Out                               | украшающая окно                   |
| 1999      | ф   | Онегин                                        | Onegin                                   | Ольга                             |
| 2000      | ф   | Канатная мастерская                           | Ropewalk                                 | Эллисон                           |
| 2000      | ф   | Сплетня                                       | Gossip                                   | Кэти Джонс                        |
| 2000      | ф   | Абердин                                       | Aberdeen                                 | Кейро «Кайза» Хеллер              |
| 2001      | ф   | Надзиратель                                   | The Parole Officer                       | Эмма                              |
| 2002      | тф  | Черчилль                                      | The Gathering Storm                      | Ава Уиграм                        |
| 2001      | ф   | Аназапта                                      | Anazapta                                 | леди Матильда Меллерби            |
| 2002      | ф   | Одержимость                                   | Possession                               | Бланш Гловер                      |
| 2002      | ф   | Игра Рипли                                    | Ripley’s Game                            | Сара Треванни                     |
| 2003      | ф   | Актёры                                        | The Actors                               | Долорес                           |
| 2003      | кор | Без словесного ответа                         | No Verbal Response                       | доктор Меган Пилли                |
| 2004      | с   | Подснежник                                    | The Long Firm                            | Руби Райдер                       |
| 2005      | ф   | Пещера                                        | The Cave                                 | доктор Кэтрин Дженнингс           |
| 2005      | ф   | Братья Гримм                                  | The Brothers Grimm                       | Анжелика                          |
| 2005      | кор | Вокруг пяти                                   | Round About Five                         | девушка                           |
| 2005      | ф   | Представь нас вместе                          | Imagine Me & You                         | Люси                              |
| 2006      | тф  | Ультра                                        | Ultra                                    | Пенни/Ультра                      |
| 2006      | кор | Вакансия                                      | Vacancy                                  | Пэм Бишоп                         |
| 2007      | ф   | 300 спартанцев                                | 300                                      | царица Горго                      |
| 2007      | в   | Стрелок                                       | The Contractor                           | детектив-инспектор Аннетт Баллард |
| 2007      | ф   | Одноклассницы                                 | St Trinian’s                             | мисс Дикинсон                     |
| 2008      | ф   | Отражение                                     | The Broken                               | Джина Маквей                      |
| 2008      | ф   | Красный Барон                                 | The Red Baron                            | Кейт Отерсдорф                    |
| 2008      | ф   | Шлюшка                                        | Whore                                    | мама                              |
| 2008—2009 | с   | Терминатор: Битва за будущее                  | Terminator: The Sarah Connor Chronicles  | Сара Коннор                       |
| 2009      | кор | Свадьба дьявола                               | The Devil’s Wedding                      | невеста дьявола                   |
| 2009      | ф   | Похороненная                                  | Laid to Rest                             | Синди Смит                        |
| 2009      | ф   | Обличитель                                    | Tell-Tale                                | Элизабет Клемсон                  |
| 2009      | ки  | Risen                                         | Risen                                    | Пэтти / Кэти / Жасмин / Лили      |
| 2009      | мс  | Отряд супергероев                             | The Super Hero Squad Show                | Чёрная вдова / Мистик             |
| 2010      | ф   | Пит Смаллс мёртв                              | Pete Smalls Is Dead                      | Шанна                             |
| 2011      | с   | Белый воротничок                              | White Collar                             | Салли                             |
| 2011—2019 | с   | Игра престолов                                | Game of Thrones                          | Серсея Ланнистер                  |
| 2012      | ф   | Судья Дредд 3D                                | Dredd                                    | Мадлен «Ма-Ма» Мадригал           |
| 2012      | ки  | Dishonored                                    | Dishonored                               | Каллиста Карноу                   |
| 2013      | ф   | Судная ночь                                   | The Purge                                | Мэри Сэндин                       |
| 2013      | ф   | Орудия смерти: Город костей                   | The Mortal Instruments: City of Bones    | Джоселин Фрей                     |
| 2013      | ф   | Мэрайа Мунди и шкатулка Мидаса                | Mariah Mundi and the Midas Box           | Моника                            |
| 2014      | ф   | Совсем низко                                  | Low Down                                 | Шейла Олбани                      |
| 2014      | ф   | 300 спартанцев: Расцвет империи               | 300: Rise of an Empire                   | царица Горго                      |
| 2014      | мс  | Дядя Деда                                     | Uncle Grandpa                            | Тётя Бабушка                      |
| 2014      | ки  | Game of Thrones                               | Game of Thrones: A Telltale Games Series | Серсея Ланнистер                  |
| 2015      | ф   | Ширинка                                       | Zipper                                   | Джинни Эллис                      |
| 2015      | док | Единство                                      | Unity                                    | рассказчица                       |
| 2015      | мф  | Красные и серые                               | Reds and Grays                           | Киона                             |
| 2015      | мс  | Опасная мышь                                  | Danger Mouse                             | озвучка                           |
| 2016      | ф   | Гордость и предубеждение и зомби              | Pride and Prejudice and Zombies          | леди Кэтрин де Бёр                |
| 2016      | мф  | Кингсглейв: Последняя фантазия XV             | Kingsglaive: Final Fantasy XV            | Лунафрейя Нокс Флёре              |
| 2017      | ф   | Явная ложь                                    | Thumper                                  | Эллен                             |
| 2018      | кор | Прелести главной героини                      | Leading Lady Parts                       | играет саму себя                  |
| 2019      | ф   | Борьба с моей семьёй                          | Fighting with My Family                  | Джулия Бевис                      |
| 2019      | ф   | Потоп                                         | The Flood                                | Уэнди                             |
| 2019      | мс  | Бесконечный поезд                             | Infinity Train                           | Амелия                            |
| 2019      | мс  | Тёмный кристалл: Эпоха сопротивления          | The Dark Crystal: Age of Resistance      | Модра Фара                        |
| 2021      | ф   | Пороховой коктейль                            | Gunpowder Milkshake                      | Скарлет                           |
| 2022      | ф   | 9 жизней                                      | Nine Bullets                             | Джипси                            |
| 2023      | с   | Сантехники Белого дома                        | The White House Plumbers                 | Дороти Хант                       |
| 2023      | с   | Маяк 23                                       | Beacon 23                                | Астер Каликс                      |
| TBA       | с   | Покинутые                                     | The Abandons                             | Фиона                             |

### Режиссёр
| Год  |     | Русское название                        | Оригинальное название                   | Роль |
| ---- | --- | --------------------------------------- | --------------------------------------- | ---- |
| 2019 | кор | Ловушка                                 | The Trap                                |      |
| 2019 | ки  | Freya Ridings: You Mean the World to Me | Freya Ridings: You Mean the World to Me |      |

### Сценарист
| Год  |     | Русское название | Оригинальное название | Роль |
| ---- | --- | ---------------- | --------------------- | ---- |
| 2019 | кор | Ловушка          | The Trap              |      |

## Награды и номинации
| Награды и номинации | Награды и номинации                          | Награды и номинации                                                       | Награды и номинации              | Награды и номинации | Награды и номинации     |
| Год                 | Награда                                      | Категория                                                                 | Фильм или сериал                 | Результат           | Примечания              |
| ------------------- | -------------------------------------------- | ------------------------------------------------------------------------- | -------------------------------- | ------------------- | ----------------------- |
| 2001                | Брюссельский кинофестиваль европейского кино | Лучшая актриса                                                            | Абердин                          | Победа              |                         |
| 2003                | Chlotrudis Award                             | Лучшая актриса                                                            | Абердин                          | Номинация           |                         |
| 2007                | Golden Schmoes Awards                        | Best T&A of the Year                                                      | 300 спартанцев                   | Номинация           |                         |
| 2007                | MTV Movie Awards                             | Лучший прорыв года                                                        | 300 спартанцев                   | Номинация           |                         |
| 2007                | Teen Choice Awards                           | Лучшая актриса экшн-фильма                                                | 300 спартанцев                   | Номинация           |                         |
| 2008                | Сатурн                                       | Лучшая киноактриса второго плана                                          | 300 спартанцев                   | Номинация           |                         |
| 2008                | Сатурн                                       | Лучшая телеактриса                                                        | Терминатор: Битва за будущее     | Номинация           |                         |
| 2008                | SFX Awards                                   | Лучшая телеактриса                                                        | Терминатор: Битва за будущее     | Номинация           |                         |
| 2008                | Scream                                       | Лучшая актриса в фантастическом фильме                                    | Терминатор: Битва за будущее     | Номинация           |                         |
| 2009                | Сатурн                                       | Лучшая телеактриса                                                        | Терминатор: Битва за будущее     | Номинация           |                         |
| 2009                | Scream                                       | Лучшая актриса в фантастическом фильме                                    | Терминатор: Битва за будущее     | Номинация           |                         |
| 2011                | Scream                                       | Лучшая актриса в фэнтези-фильме                                           | Игра престолов                   | Номинация           |                         |
| 2011                | Women's Image Network Awards                 | Лучшая актриса в драматическом телесериале                                | Игра престолов                   | Номинация           | эп. «Королевский тракт» |
| 2012                | Сатурн                                       | Лучшая телеактриса                                                        | Игра престолов                   | Номинация           |                         |
| 2012                | Золотая Нимфа                                | Лучшая актриса в драматическом телесериале                                | Игра престолов                   | Номинация           |                         |
| 2012                | Премия Гильдии киноактёров США               | Лучший актёрский состав в драматическом сериале                           | Игра престолов                   | Номинация           |                         |
| 2012                | Gold Derby Awards                            | Лучшая драматическая актриса второго плана                                | Игра престолов                   | Номинация           |                         |
| 2013                | Online Film & Television Association         | Лучшая актриса второго плана в драматическом телесериале                  | Игра престолов                   | Номинация           |                         |
| 2013                | SFX Awards                                   | Лучшая актриса                                                            | Игра престолов                   | Номинация           |                         |
| 2014                | Эмми                                         | Лучшая актриса второго плана в драматическом сериале                      | Игра престолов                   | Номинация           | эп. «Лев и Роза»        |
| 2014                | Online Film & Television Association         | Лучшая актриса второго плана в драматическом телесериале                  | Игра престолов                   | Номинация           |                         |
| 2014                | Премия Гильдии киноактёров США               | Лучший актёрский состав в драматическом сериале                           | Игра престолов                   | Номинация           |                         |
| 2014                | TV Guide Award                               | Лучший злодей                                                             | Игра престолов                   | Номинация           |                         |
| 2014                | Women's Image Network Awards                 | Лучшая актриса в драматическом телесериале                                | Игра престолов                   | Победа              | эп. «Лев и Роза»        |
| 2014                | Gold Derby Awards                            | Лучшая драматическая актриса второго плана                                | Игра престолов                   | Номинация           |                         |
| 2015                | Премия Гильдии киноактёров США               | Лучший актёрский состав в драматическом сериале                           | Игра престолов                   | Номинация           |                         |
| 2015                | Эмми                                         | Лучшая актриса второго плана в драматическом сериале                      | Игра престолов                   | Номинация           | эп. «Милосердие Матери» |
| 2015                | Online Film & Television Association         | Лучшая актриса второго плана в драматическом телесериале                  | Игра престолов                   | Номинация           |                         |
| 2015                | Gold Derby Awards                            | Лучшая драматическая актриса второго плана                                | Игра престолов                   | Победа              |                         |
| 2016                | Премия Гильдии киноактёров США               | Лучший актёрский состав в драматическом сериале                           | Игра престолов                   | Номинация           |                         |
| 2016                | Эмми                                         | Лучшая актриса второго плана в драматическом сериале                      | Игра престолов                   | Номинация           | эп. «Ветра зимы»        |
| 2016                | Сатурн                                       | Лучшая телеактриса                                                        | Игра престолов                   | Номинация           |                         |
| 2016                | BloodGuts UK Horror Awards                   | Лучшая актриса второго плана                                              | Гордость и предубеждение и зомби | Номинация           |                         |
| 2016                | Выбор телевизионных критиков                 | Лучшая женская роль второго плана в драматическом сериале                 | Игра престолов                   | Номинация           |                         |
| 2016                | Online Film & Television Association         | Лучшая актриса второго плана в драматическом телесериале                  | Игра престолов                   | Победа              |                         |
| 2016                | Спутник                                      | Лучшая женская роль второго плана — мини-сериал, телесериал или телефильм | Игра престолов                   | Номинация           |                         |
| 2016                | Gold Derby Awards                            | Лучшая драматическая актриса второго плана                                | Игра престолов                   | Победа              |                         |
| 2017                | Золотой глобус                               | Лучшая актриса второго плана в телесериале, мини-сериале или телефильме   | Игра престолов                   | Номинация           |                         |
| 2017                | Сатурн                                       | Лучшая телеактриса                                                        | Игра престолов                   | Номинация           |                         |
| 2017                | Премия Гильдии киноактёров США               | Лучший актёрский состав в драматическом сериале                           | Игра престолов                   | Номинация           |                         |
| 2018                | Эмми                                         | Лучшая актриса второго плана в драматическом сериале                      | Игра престолов                   | Номинация           | эп. «Дракон и Волк»     |
| 2018                | Сатурн                                       | Лучшая телеактриса                                                        | Игра престолов                   | Номинация           |                         |
| 2018                | Gold Derby Awards                            | Лучшая драматическая актриса второго плана                                | Игра престолов                   | Номинация           |                         |
| 2018                | Gold Derby Awards                            | Ансамбль года                                                             | Игра престолов                   | Номинация           |                         |
| 2018                | Online Film & Television Association         | Лучшая актриса второго плана в драматическом телесериале                  | Игра престолов                   | Номинация           |                         |
| 2018                | Премия Гильдии киноактёров США               | Лучший актёрский состав в драматическом сериале                           | Игра престолов                   | Номинация           |                         |
| 2019                | Эмми                                         | Лучшая актриса второго плана в драматическом сериале                      | Игра престолов                   | Номинация           | эп. «Колокола»          |
| 2019                | Сатурн                                       | Лучшая телеактриса второго плана                                          | Игра престолов                   | Номинация           |                         |
| 2019                | IGN Summer Movie Awards                      | Приз зрительских симпатий                                                 | Игра престолов                   | Победа              |                         |
| 2019                | IGN Summer Movie Awards                      | Лучший телевизионный ансамбль                                             | Игра престолов                   | Номинация           |                         |
| 2019                | Online Film & Television Association         | Лучшая актриса второго плана в драматическом телесериале                  | Игра престолов                   | Номинация           |                         |
| 2019                | Gold Derby Awards                            | Лучшая драматическая актриса второго плана                                | Игра престолов                   | Номинация           |                         |
| 2019                | Gold Derby Awards                            | Лучшая драматическая актриса второго плана десятилетия                    | Игра престолов                   | Победа              |                         |
| 2020                | BAFTA                                        | Лучший короткометражный фильм                                             | Ловушка                          | Номинация           |                         |
| 2020                | CinEuphoria Awards                           | Почётная награда                                                          | Игра престолов                   | Победа              |                         |
| 2020                | Премия Гильдии киноактёров США               | Лучший актёрский состав в драматическом сериале                           | Игра престолов                   | Номинация           |                         |